# Самсу-ілуна

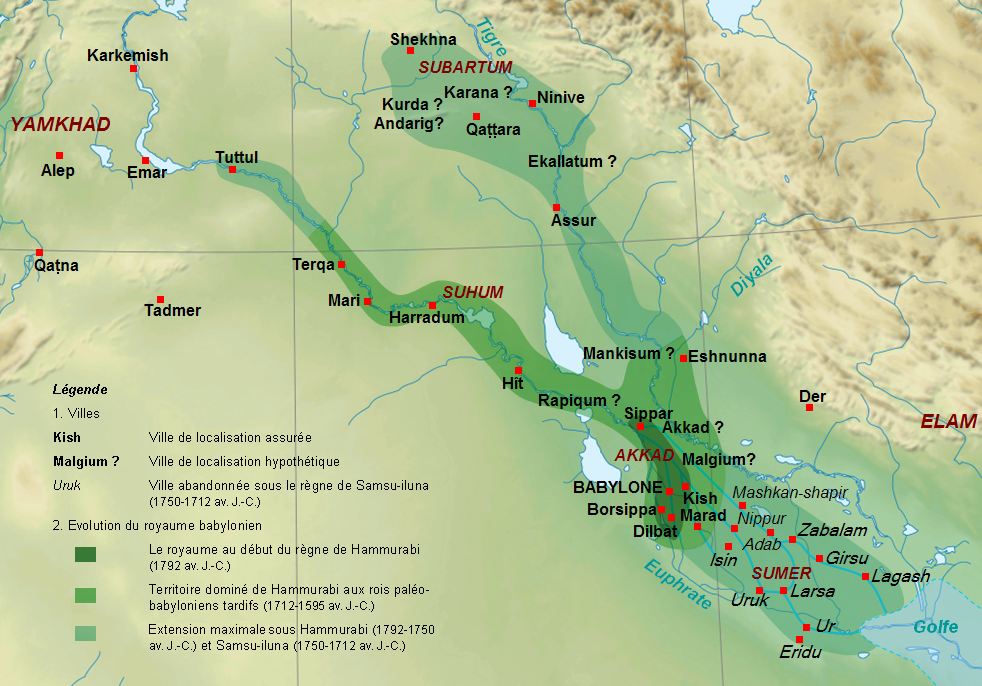
Вавилонська держава за правління Саму-ілуна

Самсу-ілуна (1792–1712 до н. е.) — 7-й цар Вавилонії з 1749 до 1712 до н. е. Почав володарювати після свого батька Хамурапі.
Коли почав правити, йому дісталася від батька значна держава, яка охоплювала майже усю Месопотамію. Проте із самого початку Самсу-ілуна стикнувся з численними змовами. Держава почала розвалюватися зсередини. Тільки в перші роки новому цареві довелося битися з 26 претендентами на трон, яких тим не менш він усіх зумів перемогти й затвердитися на троні. Після цього головним завданням Самсу-ілуна стало збереження імперії Хамурапі. Тут йому протистояли не тільки внутрішні вороги, а й держава Елам. В результаті Вавилонська держава втратила свою південну частину — Шумер. Після цього ще одне визначне місто — Ісін — зуміло отримати незалежність.
Наприкінці правління Самсу-ілуна стало зрозумілим, що зберегти імперію не вдалося. Територія держави скоротилася до області навколо міста Вавилон. Успадкував владу син Самсу-ілуна — Абі-ешу.